# 아오모리 차량 센터
아오모리 차량 센터(일본어: 青森車両センター)는 일본 아오모리현 아오모리시에 있는 신칸센 차량 사업소이다.